# 情報科学専門学校
情報科学専門学校（じょうほうかがくせんもんがっこう）は、神奈川県横浜市にあるコンピュータ、ビジネス専門学校。

## 学科構成
- 工業分野
  - 情報セキュリティ学科（4年制・大学院進学可）
  - ネットワークシステム科（3年制）
  - 情報処理科（2年制）
  - Web技術科（2年制）
  - ITライセンス科（1年制）

- 商業実務分野
  - ビジネス秘書科（女子のみ）
  - 販売ビジネス科
  - フィナンシャルビジネス科

## 目標資格
- テクニカルエンジニア
- 情報セキュリティアドミニストレータ
- ソフトウェア開発技術者
- 基本情報技術者
- 初級システムアドミニストレータ
- CCNA（シスコ認定技術者）
- Java認定資格（SJC-P）
- オラクルマスター
- Webクリエイター能力認定試験
- 秘書技能検定
- ファイナンシャル・プランニング技能士
- 販売士検定
- ビジネス能力検定
- 日商簿記検定
- Microsoft Office Specialist　ほか

## 交通
JR線、京急線、東急東横線、みなとみらい線、相鉄線、横浜市営地下鉄線 横浜駅下車。きた西口より鶴屋橋を渡りすぐ。徒歩1分。

## 所在地
〒221-0835
神奈川県横浜市神奈川区鶴屋町2-17　相鉄岩崎学園ビル 地図